# Shepherdia
Las cerezas del bisonte o bayas de los búfalos (Shepherdia Nutt.) pertenecen al género de arbustos nativos de Norteamérica.
A este género pertenecen tres especies:
- Shepherdia argentea (Pursh) Nutt. - Plateada silvestre
- Shepherdia canadensis Nutt. - Canadiense
- Shepherdia rotundifolia Parry - Hoja redondeada

Los frutos son de color rojos a negruzco brillante, a veces con pequeños puntos blancos, ásperos al tacto. Son comestibles, de sabor un poco agrio o amargo, dejan en la boca una sensación de sequedad. Son utilizados para hacer helados. Debido a que son consumidos por los osos, a estos frutos se les atribuye popularmente la propiedad de mantener la grasa en el cuerpo durante el invierno.
Las plantas sirven de alimento a algunas larvas de especies de Lepidoptera, como por ejemplo Ectropis crepuscularia, Coleophora elaeagnisella y Choristoneura rosaceana.